# Knox (Indiana)
Knox – miasto w Stanach Zjednoczonych, w stanie Indiana, siedziba administracyjna hrabstwa Starke.